# Rissana Chamalia
Rissana Chamalia (àrab: ريصانة الشمالية, Rīṣāna ax-Xamāliyya; amazic estàndard marroquí: ⵕⵉⵚⴰⵏⴰ ⵏ ⵉⵥⵍⵎⴹ, Ṛiṣana n Iẓlmḍ) és una comuna rural de la província de Larraix, a la regió de Tànger-Tetuan-Al Hoceima, al Marroc. Segons el cens de 2014 tenia una població total de 12.484 persones.